# Stare (powiat obornicki)
Stare – wieś w Polsce położona w województwie wielkopolskim, w powiecie obornickim, w gminie Rogoźno.
W latach 1975–1998 miejscowość należała administracyjnie do województwa pilskiego.
Leży nad jeziorem Starskim